# Casa de la Vega
La casa de la Vega, Laso de la Vega o Lasso de la Vega (a veces también Garci Lasso de la Vega y Garcilaso de la Vega en referencia a algunos de sus miembros) es un linaje nobiliar español con origen en lo que hoy es Torrelavega, establecido en la Edad Media y mencionado por primera vez a mediados del siglo XII. Fueron uno de los linajes más importantes del territorio hoy comprendido por Cantabria, Palencia y Burgos, dominando un gran número de terrenos y propiedades, entre los que destacan la Torre de la Vega y el castillo de Argüeso.
La rama principal entroncó con la casa de Mendoza, la cual adoptó sus armas (la salutación angélica Ave Maria Gratia Plena) cuartelándolas a perpetuidad con las suyas propias al unirse por matrimonio el mayorazgo de la familia, recaído en Leonor de la Vega con Diego Hurtado de Mendoza. De dicha unión nació - entre otros - Íñigo López de Mendoza, primer marqués de Santillana. A partir de aquí, el señorío de la Vega pasó a ser propiedad de sus sucesores, los duques del infantado.
Su mayor poder lo obtuvieron en el siglo XV, cuando enfrentándose a la Corona establecieron los mayordomazgos, un sistema administrativo propio e independiente del real, centralizado en el castillo de Pedraja, que les pertenecía. Por esta época otros varios señores y altos cargos reales se disputaban el poder en Cantabria, creando un gran conflicto social.
Otras ramas menores de la familia continuaron residiendo en las Asturias de Santillana, o se extendieron fundando casas por toda la península, siguiendo el proceso de Reconquista.

## Origen
Diego Gutiérrez Coronel, en su obra "Historia Genealógica de la Casa de Mendoza", establece que el origen de la casa De la Vega está en la Casa de Manzanedo, ya que afirma que Diego Gómez de la Vega, primero en aparecer en la historia con este apellido, es el tercer hijo de Gómez Núñez, señor de Aza y Ricohombre de Alfonso VII.
Por su parte, el célebre sacerdote y polígrafo montañés, Mateo Escagedo Salmón, la hace descender de la Casa de Lara, coincidiendo en parte con el anterior, y completando la información al considerar que Diego Gómez, ricohombre y Señor de la Vega a finales del siglo XII, es hijo de Gómez Díez, hijo a su vez de don Diego González de Lara y nieto del conde don Gonzalo Núñez de Lara. Por lo tanto, siguiendo a Salazar y Castro termina por aceptar la genealogía de los Señores de Aza, descendientes a su vez de la Casa de Lara y, en consecuencia, que se trata de uno de los linajes descendientes de Fernán González, primer conde soberano de Castilla.
Cita Rogelio Pérez Bustamante un manuscrito encontrado por Mario Schiff en la biblioteca del Marqués de Santillana, en Guadalajara, en el cual se habla de un presunto origen mítico en la casa real de Francia. El pergamino, que se encuentra en la Biblioteca Nacional de Madrid, reza como sigue:

Dos hermanos del Rey de Francia, que al uno llaman Micer Ruys e al otro Johan Ruys obieron guerra con el dicho Rey su hermano sobre ciertos señoríos que les quería tomar e tomo y no podiendo sufryr el grand poder del Rey su hermano tomaron ciertas naos e vinieronse a Castilla y aportaron a Asturias de Obiedo e desenbarcaron en un puerto que se llama Lastres; traxeron grandes riqueças de dineros e joyas. Micer Ruys se fue al Rey de Castilla; el otro Johan Ruys se quedó allí en Asturias de Obiedo. Et el Rey de Castilla al micer Ruys fiso muy buen recebimiento biendo de la sangre que era e le fasia muchas honrras e mercedes e fisole merced de aquel puerto de Lastres que es buen puerto de mar e de muchas terzias de iglesias e heredades en aquel principado de Asturias de Obiedo. Este Micer Ruys non bino sino tres años después que a Castilla bino el otro Johan Ruys que quedo en Asturias de Obiedo como abemos dicho. Después de la muerte de su hermano ovo muchas questiones et leuantaronse contra el los Quiros y Baldes e de Miranda que a la sahon eran poderosos en aquella tierra y el viendose syn hermano y syn fijos binose a la vega y allí començo a hacer aquel solar y al de Çaballos que estaua cerca ally de la bega pesole con el y ouo entrellos muchas questiones entre ellos y al fin por aser las pases ouo de casar con una fija del de Çaballos y ouo en ella un hijo que llamaron Garcilaso y este nombre le pusieron por que un dia beniendo de correr monte benia muy cansado e dixole su abuelo el de Çaballos: o como benis laso. Este Garcilaso caso con una hija de don Gutierre de Escalante que era mayordomo mayor del Rey de Castilla y mandaua este don Gutierre de Escalante toda la costa de la mar. Este Garcilaso fue muy noble cauallero y muy rico e este fiso e acabo todo lo que agora esta fecho en la casa de la Bega e fiso el castillo de Liencres e el castillo de Comillas e la muger deste se llamaua doña Teresa de Escalante. Et este Garcilaso obo en esta doña Teresa otro Garcilaso que caso com una fija del señor de Ayala e ouo en ella dos fijos e al uno descian Garcilaso e al otro Gonçalo Ruys. Este Garcilaso fue el que mato al de la Morcuera en la puente de Baldestillas. Este caso con doña Mencia de Cisneros e ouo en ella a otro Garcilaso que mataron en Burgos e a doña Leonor de la Bega su hermana que caso con el almirante don Diego Furtado de Mendoça el qual dicho almirante ouo en ella estos fijos: el marques don Yñigo Lopes de Mendoça e Gonçalo Ruys de la Bega e a doña Aldonça madre del conde de Castañeda e del conde de Osorno. Aquí no facemos cabdal syno de los primogenitos que eredaron el solar de la casa de la Bega. Gonçalo Ruys de la Bega el que paso el estado de sese syn generacion. Et los heredamientos que estos señores de la casa de la Bega tenian en las Asturias de Obiedo diolos el marques don Yñigo Lopes a Johan de Caso e de aquella herencia non le quedo syno a Santa Maria de Yerno que esta cabo Cortes y esta quedo de aquella herencia.

Doña Leonor de la Bega caso dos beses: la primera con don Juan fijo del conde don Tello hermano del Rey don Enrrique que tomo el Reino al Rey don Pedro el qual don Juan ouo una fija en ella que se llamó doña Aldonça la qual caso con Garcia Ferrandes conde de Castañeda padre del conde de Castañeda don Juan Manrrique y del conde de Osorno don Gabriel Manrrique comendador mayor de Castilla; segunda ves caso con el almirante don Diego Furtado de Mendoça el qual ouo en ella a don Yñigo Lopes de Mendoça marques de Santillana conde del Real e a Gonçalo Ruys de la Bega e a doña Eluira Laso muger que fue de don Gomes Suares de Figueroa fijo del marques de Santiago don Lorenço Suares de Figueroa e otra fija que caso con Aluaro Carrillo padre de Gomes Carrillo señor de Torralua e Beteta.

La Casa de la Vega puede tener su origen, según apunta Luis de Salazar y Castro, opinión compartida por Salvador de Moxó y de Montoliu, en Diego Gómez, hijo del conde Gómez González de Manzanedo y la condesa Milia Pérez de Lara. Un hijo de Diego Gómez, Roy Díaz de la Vega, vendió una heredad en Valdeguña en 1229 y en el documento se declara hijo de Diego Gómez. Sin embargo, el medievalista Carlos Estepa Díez opina que, habiendo otros coetáneos del citado Roy Díaz de la Vega que también llevaron esta denominación toponímica, no queda demostrado que este linaje fuese una rama de la casa de Manzanedo y que aunque hubo emparentamiento entre ambos linajes, el «de la Vega» pudo venir de la madre de Roy Díaz, quien a su vez, por razones cronológicas y por la falta de la repetición de su nombre en generaciones posteriores, no pudo ser el genearca de la rama que nos lleva a los Garci Lassos.
En cuanto a la variación del apellido, Pedro Lasso de la Vega, almirante en 1278 por Alfonso X de Castilla, fue el primero que utilizó el apelativo Lasso, probablemente un apodo que se deriva del castellano medieval y significa «cansado» o «fatigado». pero dicha variación no fue seguida más que por algunas de las ramas derivadas del tronco principal, mientras que las demás continuaron usando simplemente el apellido "de la Vega".

## Armas
En cuanto a las armas originales de la familia, según el Becerro General de Castilla, que se custodia en la Biblioteca Nacional de Madrid, las mismas consisten en la salutación angélica "AVE MARIA GRATIA PLENA" orlada en letras de azur sobre campo de oro. La leyenda dice que el rey de Castilla, Alfonso XI, se las otorgó a los hermanos Garcilaso y Gonzalo de la Vega en la batalla del Salado (1340) por su actuación durante la misma, y en concreto por matar un moro que llevaba una cinta con dicha inscripción colgada de la cola de su caballo. Posteriormente, los diversos entronques y fundaciones han dado lugar a múltiples variaciones, siendo la más importante la que lleva la rama troncal, cuartelada en sotuer con las armas de Mendoza. 

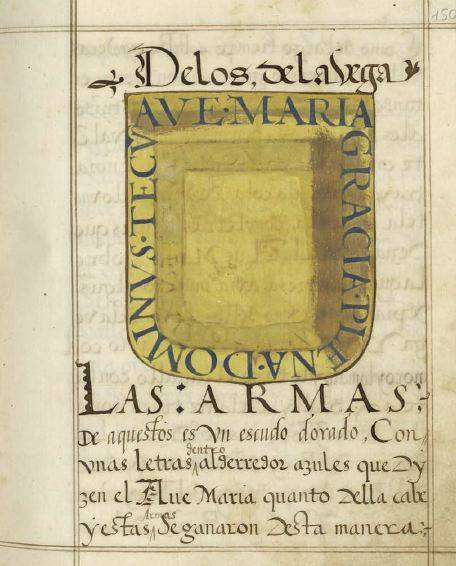
Armas de la Casa de la Vega, en el Becerro General de Castilla.

Armas de los Mendoza-de la Vega.

## Rama principal
La genealogía de la rama troncal, con el título de Señores de la Vega, es como sigue:
| Diego Gómez, ricohombre y I señor de la Vega hacia 1140                                                          |
| Ruy Díaz de la Vega, II señor de la Vega hacia 1220, declaró ser hijo del anterior en escritura de venta de 1229 |
| Gonzalo Ruiz de la Vega (f. después de 1255)                                                                     |
| Pedro Lasso de la Vega, almirante de Castilla desde 1269                                                         |
| Ruy Pérez de la Vega                                                                                             |
| Garcilaso I de la Vega "el Viejo", justicia mayor y canciller de Alfonso XI                                      |
| Garcilaso II de la Vega, adelantado mayor de Castilla                                                            |
| Garci Lasso Ruiz de la Vega                                                                                      |
| Leonor de la Vega "la Ricahembra", casada en segundas nupcias con Diego Hurtado de Mendoza.                      |
| Iñigo López de Mendoza y de la Vega, primer marqués de Santillana                                                |
| Diego Hurtado de Mendoza y de la Vega, primer duque del Infantado                                                |

A partir de aquí, el título queda vinculado a perpetuidad a la Casa del Infantado